# Kap Ugan
Das Kap Ugan (japanisch 御神崎, Ugan-zaki oder Ogan-zaki) liegt auf der Yarabu-Halbinsel (屋良部半島) an der Nordwestseite der Insel Ishigaki-jima, die zu den Yaeyama-Inseln in der japanischen Präfektur Okinawa gehört. Nach Westen ist die Insel Iriomote-jima sichtbar.

## Geschichte
Am 8. Dezember 1952 kenterte die Yaeyama-Maru (八重山丸) etwa 2,3 km vor der Südwestküste und ließ 35 Menschen in Seenot zurück. 1976 errichtete eine Gruppe von Hinterbliebenen ein Kenotaph und eine Statue der Kannon-Bodhisattva am Kap, um an das Unglück zu erinnern. 1983 wurde am Kap der Ishigaki-Uganzaki-Leuchtturm (石垣御願崎灯台) errichtet. Seit 7. Oktober 2015 ist das Kap Ugan national als Landschaftlich Schöner Ort registriert.

## Geologie und Flora
Kap Ugan besteht aus Tuff der paläogenen Nosoko-Schicht. Oberhalb der Klippen wachsen unter anderem Süßgräser wie Chinaschilf und Zoysia sowie Liriope muscari und die Schmetterlingsblütlerart Galactia tashiroi.